# 리퍼블릭 비스킷 코퍼레이션
리퍼블릭 비스킷 코퍼레이션(영어: Republic Biscuit Corporation) 또는 레비스코(Rebisco)는 필리핀의 식음료업 기업이다.